# Cucullia improba
Cucullia improba är en fjärilsart som beskrevs av Hugo Theodor Christoph 1885. Cucullia improba ingår i släktet Cucullia och familjen nattflyn. Inga underarter finns listade i Catalogue of Life.